# 費爾南·普安
費爾南·普安（法語：Fernand Point，法語發音：[fɛʁnɑ̃ pwɛ̃]；1897年2月25日—1955年3月4日），出生於法國勃艮第-弗朗什-孔泰大区索恩-卢瓦尔省的盧昂，是一名法式料理的廚師，是米其林指南三星評鑑的首批主廚之一，也被認定新潮烹調的重要推手。

## 生平
費爾南·普安的父親是Auguste Point，母親為Joséphine Aubry，家裡在盧昂經營餐廳和酒店，費爾南·普安的母親和祖母都是廚師。
費爾南·普安後來離開家裡外出當學徒，先後在巴黎布里斯托尔酒店、巴里埃雄伟酒店、埃維昂萊班的皇家酒店，1925年他的父親失蹤之後，費爾南·普安便回家接管家族事業，並且更名為金字塔餐廳（法語：La Pyramide），三年後的1928年獲得米其林指南二星評鑑。

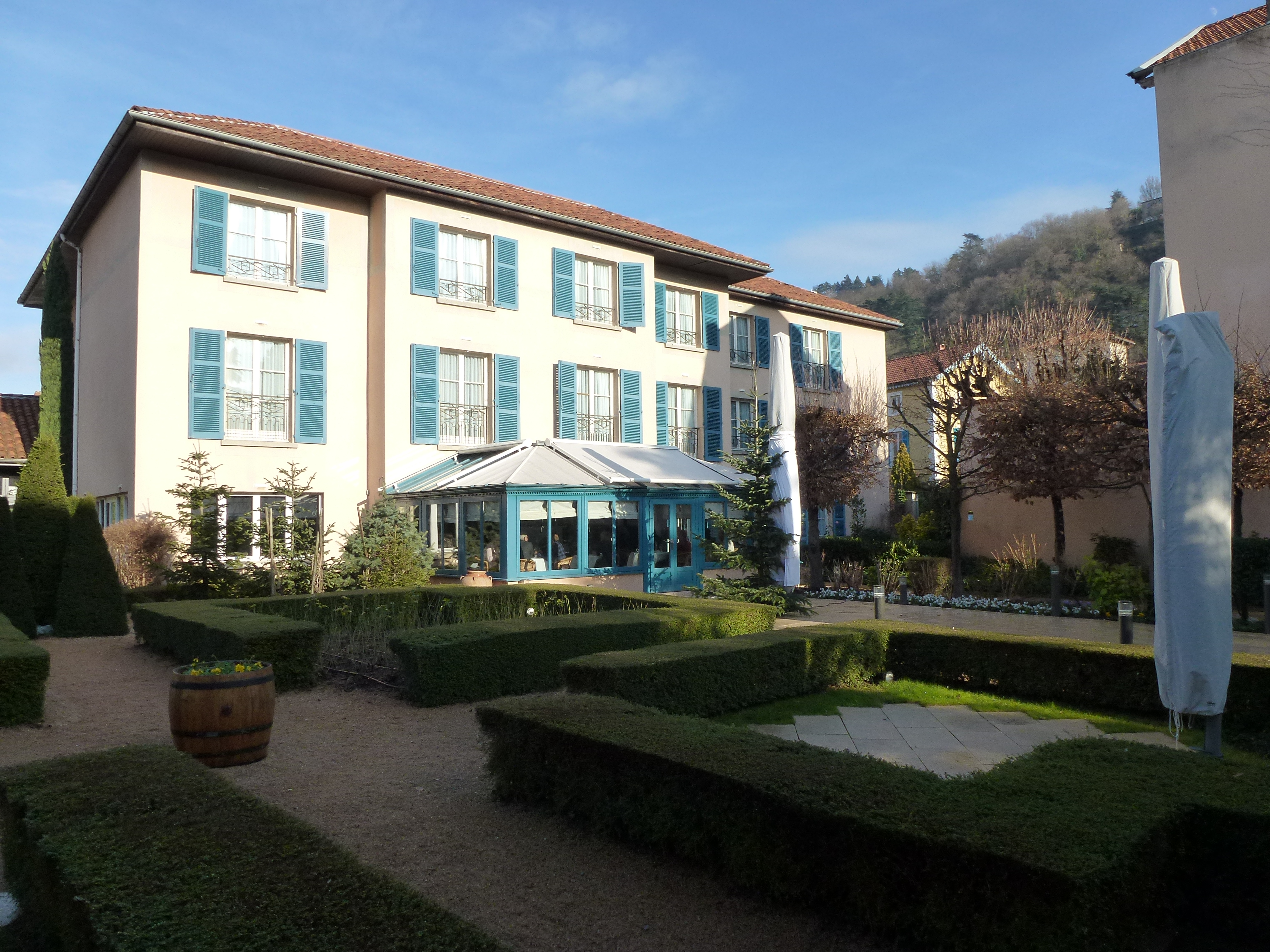
金字塔餐廳

1931年3月14日費爾南·普安和綽號Mado的阿爾代什省人瑪麗·路易絲·保蘭（法語：Marie-Louise Paulin）結婚，之後他們收養了一個女兒瑪麗-若澤·埃曼（法語：Marie-José Eymin），1933年費爾南·普安獲得米其林指南三星評鑑，是首批獲得這個榮譽的法國廚師。第二次世界大戰期間費爾南·普安將餐廳暫停營業，因為他不想為納粹德國提供餐飲服務。
1950年金字塔餐廳重新開幕的時候，費爾南·普安為餐廳換上新的高級桌巾、利摩日瓷器餐具、百家樂水晶酒杯，不過好景不常1955年3月4日費爾南·普安逝世，享年僅58歲。金字塔餐廳由他的遺孀Mado Point一直維持著米其林三星評鑑，直到她1986年逝世。接著他們的養女瑪麗-若澤·埃曼經營一年之後，便將餐廳賣給Dominique Bouillon房地產集團，該集團將餐廳的主廚工作，交給名廚喬治·布朗的學生帕特里克·昂里魯，這家餐廳在帕特里克·昂里魯夫婦的認真經營下，重返米其林指南的榮耀，1990年獲得米其林指南一星評鑑、兩年後的1992年獲得二星評鑑，最後帕特里克·昂里魯將這家餐廳買下來，成為真正的承接人。

## 受獎
- 1933年 米其林指南三星評鑑
- 1937年 農業功勳勳章
- 1948年 法國榮譽軍團勳章

## 知名學生廚師
費爾南·普安講究原味料理，不要過度的烹煮改變食材的味道，因此被稱為是新潮烹調宗師，他的著名學生有：
- 保羅·博庫斯
- 特魯瓦格羅兄弟餐廳（法语：Troisgros）
- 阿蘭·沙佩爾
- 弗朗索瓦·比斯
- 路易·乌捷